# Experiență aproape de moarte

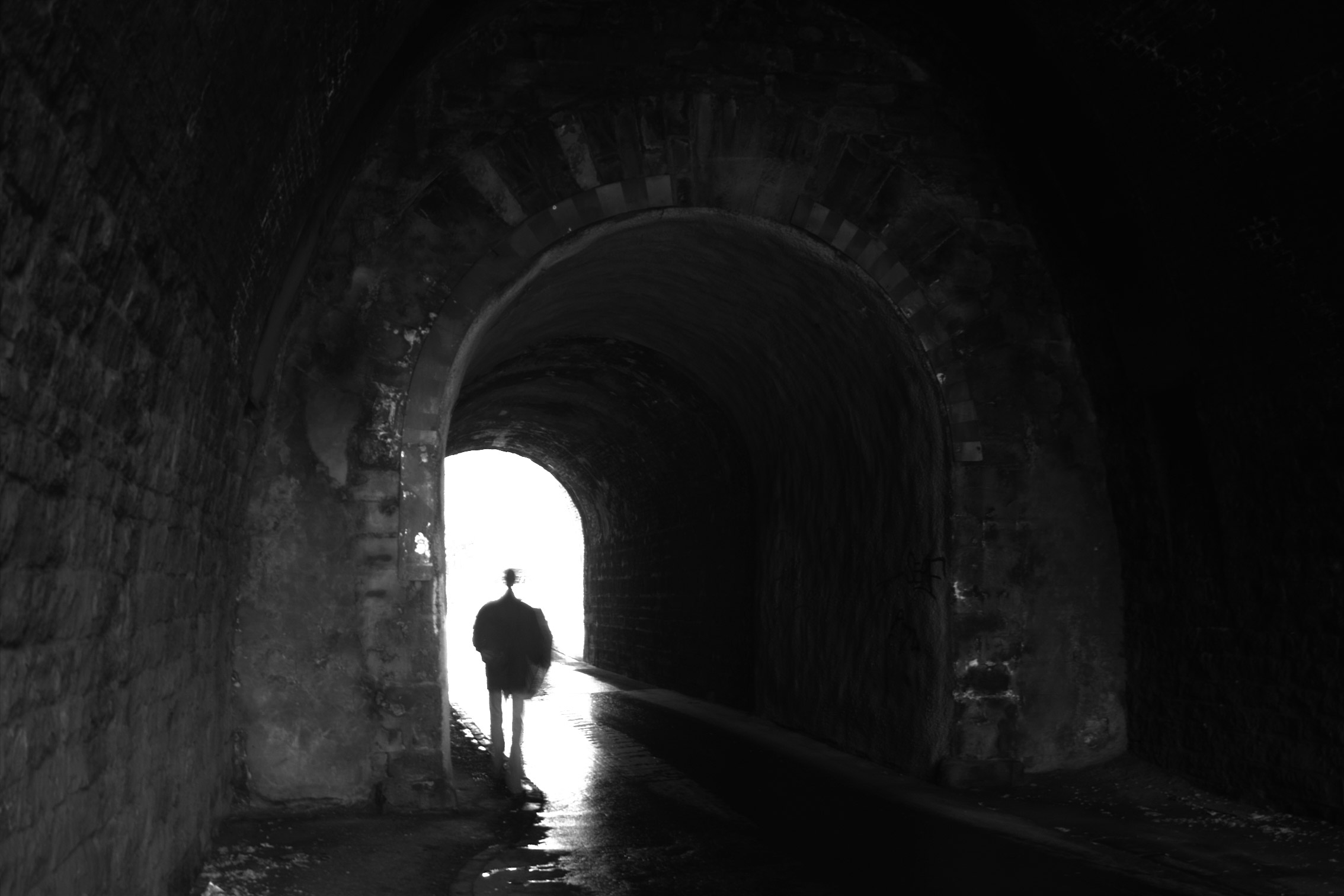
Ilustrarea unei experiențe aproape de moarte

Experiențele aproape de moarte (în germană Nahtoderfahrung) sunt percepțiile asupra lucrurilor înconjurătoare povestite de persoane care au fost pe punctul de a muri, care au fost în faza de moarte clinică sau menținute în viață artificial în timpul anesteziei. Există numeroase mărturii, mai ales după dezvoltarea tehnicilor de resuscitare cardiacă, și după statistici unul din cinci subiecți care și-a revenit după faza de moartea clinică a trăit o experiență aproape de moarte (EAM). 
Interesant este faptul că orbii, care nu au văzut niciodată în viață culori, descriu fidel după revenire culorile înconjurătoare.

## Explicații ipotetice
Explicație spirituală
Pentru unii EAM este o dovadă că mintea sau sufletul, ca ființă imaterială se separă de trupul material și se îndreaptă spre o lume imaterială.
Științific nu s-a putut dovedi nimic în decursul vremii cu toate că au existat mai multe experiente prin care s-a încercat demonstrarea acestei ipoteze. Într-unul dintre experimente s-a așezat un tablou pe tavanul sălii cu desenul îndreptat în sus dar în acest experiment nici unul dintre subiecții care au declarat că și-au părăsit corpul nu a putut zice ce reprezenta imaginea din tablou. În ciuda rezultatelor acestui experiment, există numeroase mărturii ale celor ce au trăit un astfel de fenomen și care au relatat lucruri, oameni sau locuri cu care au avut contact în starea de moarte clinică și care au fost în conformitate cu realitatea.
Explicații psiho-analitice
În 1976, s-a născut ideea că EAM ar fi o formă de depersonalizare, de disociere, care acționează ca sistem de apărare în fața iminentei morți sau în fața unui pericol de moarte. Disocierea din punct de vedere psihiatric este un răspuns adaptativ în urma unui traumatism fizic sau emoțional intolerabil și nu poate fi considerat patalogic dacă nu este însoțit de alte trăiri sau simptome.
Explicații fiziologice
Inițial s-a stabilit o legătură între EAM și anoxie (lipsa oxigenului). Această legătură s-a făcut datorită asemănărilor dintre EAM și G-LOC(G-force induced Loss Of Consciousness) atunci când un pilot de avion se înalță cu repeziciune forța centrifugă îl apasă pe scaun cu o forță de câteva ori mai mare decât forța gravitațională, acest lucru făcând ca sângele să îi coboare în picioare. Creierul rămânând fără oxigen va produce dispariția viziunii periferice, micșorându-se câmpului vizual și având senzația de tunel până când subiectul își pierde conștiința.

## Faze
După unul dintre principalii cercetători care s-au ocupat de acest fenomen, doctorul în medicină și filozofie Raymond Moody, pacienții care au declarat că au trăit un astfel de fenomen au coincis în nouă faze consecutive chiar dacă nu toți au trecut prin toate fazele acestea:
- subiectul simte că plutește deasupra corpului său și vede de sus încăperea în care se află (dormitor, salon de spital, etc), oamenii din jurul lui și chiar asistă la declararea propriei morți.
- Apoi, simte că se înalță și traversează un tunel întunecat cu ajutorul unei scări sau plutind în gol, cu oarecare repeziciune.
- Vede arătându-i-se un chip la sfârșitul tunelului, deseori un chip frumos, cald sau transparent, chiar peisaje, voci sau muzică.
- Subiectul simte un puternic sentiment de pace și fericire, fără a simți vreun fel de durere sau alte sentimente neplăcute.
- Alți subiecți, în schimb, au avut experiențe groaznice în timpul fenomenului EAM.
- Rudele și prietenii decedați vin în întâmpinarea subiecților
- Apare o prezență sau voce care se definește în funcție de credința religioasă a subiectului (un înger, sfânt sau Iisus Hristos) care pare a ști totul despre persoana muribundă.
- I se desfășoară în fața ochilor, ca într-un film, toată viața sa
- Subiectul se vede în fața unui obstacol, poartă, zid și conștientizează faptul că nu a murit și că cu toate că simte o fericire și liniște de nedescris că trebuie să se întoarcă și să trăiască.

În marea lor majoritate, persoanele care au trecut prin aceste experimente au pierdut frica de moarte, dar nici nu doresc să moară, trăiesc viața cu mai mult calm, seninătate și se simt mai fericiți.